# Юнацький чемпіонат Європи з футболу (U-17) 2007
Чемпіонат Європи з футболу серед юнаків віком до 17 років 2007 року — шостий розіграш турніру (після зміни назви), який пройшов в Бельгії з 2 по 13 травня 2007 року. Переможцем всьоме у своїй історії стала збірна Іспанії, яка у фіналі з мінімальним рахунком 1:0 перемогла збірну Англії.

## Кваліфікація
Докладніше:
- Юнацький чемпіонат Європи з футболу (U-17) 2007 (кваліфікаційний раунд)
- Юнацький чемпіонат Європи з футболу (U-17) 2007 (елітний раунд)

## Груповий раунд

### Група A
| Збірна    | І | В | Н | П | ГЗ | ГП | РГ | О |
| --------- | - | - | - | - | -- | -- | -- | - |
| Іспанія   | 3 | 2 | 1 | 0 | 5  | 1  | +4 | 7 |
| Франція   | 3 | 1 | 1 | 1 | 4  | 5  | −1 | 4 |
| Німеччина | 3 | 1 | 1 | 1 | 3  | 2  | +1 | 4 |
| Україна   | 3 | 0 | 1 | 2 | 3  | 7  | −4 | 1 |

| 2 травня 2007 16:00 CET |

| Франція | 0:2      | Іспанія               |
| ------- | -------- | --------------------- |
|         | Протокол | Фальке 19' Меріда 73' |

| Стаде де Б'єльмон, Верв'є Глядачів: 2 325 Арбітр: Деян Филипович |

| 2 травня 2007 18:00 CET |

| Німеччина                     | 2:0      | Україна |
| ----------------------------- | -------- | ------- |
| Бігальке 25' (пен.) Кроос 77' | Протокол |         |

| Кервег, Ойпен Глядачів: 2 018 Арбітр: Георгій Вадачкорія |

| 4 травня 2007 16:00 CET |

| Іспанія                           | 3:1      | Україна      |
| --------------------------------- | -------- | ------------ |
| Камачо 31' Фальке 62' Д.Акіно 69' | Протокол | Шевчук 80+1' |

| Стаде де ла Сіте де л'Оє, Візе Глядачів: 583 Арбітр: Ян Жилек |

| 4 травня 2007 18:30 CET |

| Франція            | 2:1      | Німеччина |
| ------------------ | -------- | --------- |
| Ле Таллек 56', 71' | Протокол | Кроос 24' |

| Кервег, Ойпен Глядачів: 2 800 Арбітр: Бюлент Їлдирим |

| 7 травня 2007 15:30 CET |

| Україна                  | 2:2      | Франція               |
| ------------------------ | -------- | --------------------- |
| Карноза 51' Коркішко 77' | Протокол | М'Віла 10' Буржуа 44' |

| Стаде де Б'єльмон, Верв'є Глядачів: 100 Арбітр: Алан Блек |

| 7 травня 2007 15:30 CET |

| Іспанія | 0:0      | Німеччина |
| ------- | -------- | --------- |
|         | Протокол |           |

| Кервег, Ойпен Глядачів: 2 469 Арбітр: Андреа де Марко |

### Група B
| Збірна     | І | В | Н | П | ГЗ | ГП | РГ | О |
| ---------- | - | - | - | - | -- | -- | -- | - |
| Англія     | 3 | 2 | 1 | 0 | 7  | 3  | +4 | 7 |
| Бельгія    | 3 | 1 | 2 | 0 | 8  | 4  | +4 | 5 |
| Нідерланди | 3 | 1 | 1 | 1 | 7  | 6  | +1 | 4 |
| Ісландія   | 3 | 0 | 0 | 3 | 1  | 10 | −9 | 0 |

| 2 травня 2007 16:00 CET |

| Ісландія | 0:2      | Англія           |
| -------- | -------- | ---------------- |
|          | Протокол | Пірс 4' Роуз 24' |

| Орфале Крюк Стедіум, Ронсе Глядачів: 200 Арбітр: Ян Жилек |

| 2 травня 2007 18:00 CET |

| Нідерланди                 | 2:2      | Бельгія                    |
| -------------------------- | -------- | -------------------------- |
| Баразіте 44' Вейналдум 77' | Протокол | Де Паув 3' Азар 57' (пен.) |

| Стаде Лебуртон, Тюбіз Глядачів: 1 950 Арбітр: Андреа де Марко |

| 4 травня 2007 16:00 CET |

| Бельгія     | 1:1      | Англія    |
| ----------- | -------- | --------- |
| Рінгоот 42' | Протокол | Мерфі 27' |

| Стаде Люк Варень, Турне Глядачів: 1 094 Арбітр: Деян Филипович |

| 4 травня 2007 20:15 CET |

| Нідерланди                  | 3:0      | Ісландія |
| --------------------------- | -------- | -------- |
| Блінд 23', 52' Веїнович 79' | Протокол |          |

| Орфале Крюк Стедіум, Ронсе Глядачів: 380 Арбітр: Алан Блек |

| 7 травня 2007 17:30 CET |

| Англія                                   | 4:2      | Нідерланди            |
| ---------------------------------------- | -------- | --------------------- |
| Ленсбері 9' Мозес 15', 54' Пламмер 80+2' | Протокол | Нарсінг 31' Педру 44' |

| Стаде Лебуртон, Тюбіз Глядачів: 988 Арбітр: Бюлент Їлдирим |

| 7 травня 2007 17:30 CET |

| Бельгія                                                 | 5:1      | Ісландія       |
| ------------------------------------------------------- | -------- | -------------- |
| Кіс 15', 68' (пен.) Де Паув 48' Бентеке 55' Рінгоот 58' | Протокол | Сігторссон 19' |

| Стаде Люк Варень, Турне Глядачів: 1 134 Арбітр: Георгій Вадачкорія |

## Плей-оф

### Плей-оф за п'яте місце
Збірна, що посіла п'яте місце, проходила на чемпіонат світу (U-17). Тому проводився окремий матч для визначення цієї команди.
| 10 травня 2007 18:00 CET |

| Німеччина                      | 3:2      | Нідерланди                  |
| ------------------------------ | -------- | --------------------------- |
| Кроос 18' Сукута-Пасу 61', 76' | Протокол | ван Анголт 31' Веїнович 38' |

| Стаде де ла Сіте де л'Оє, Візе Глядачів: 500 Арбітр: Андреа де Марко |

### Півфінали
| 10 травня 2007 17:30 CET |

| Іспанія                                                                | 1:1      | Бельгія                                                             |
| ---------------------------------------------------------------------- | -------- | ------------------------------------------------------------------- |
| Кркіч 72'                                                              | Протокол | Рочела 63' (аг)                                                     |
|                                                                        | Пенальті |                                                                     |
| Віторія · Меріда · Кркіч · Рочела · Д.Акіно · Поркар · Форнер · Камачо | 7:6      | Де Паув · Спрейт · Зевне · Азар · М.Акіно · Фірі · Жерден · Деселер |

| Стаде Люк Варень, Турне Глядачів: 1 150 Арбітр: Ян Жилек |

| 10 травня 2007 20:15 CET |

| Англія    | 1:0      | Франція |
| --------- | -------- | ------- |
| Мозес 11' | Протокол |         |

| Стаде Лебуртон, Тюбіз Глядачів: 1 166 Арбітр: Бюлент Їлдирим |

### Фінал
| 13 травня 2007 17:45 CET |

| Іспанія   | 1:0      | Англія |
| --------- | -------- | ------ |
| Кркіч 48' | Протокол |        |

| Стаде Люк Варень, Турне Глядачів: 1 100 Арбітр: Деян Филипович |